# Werkzeugmacher
Werkzeugmacher ist ein ehemaliger Facharbeiter-Ausbildungsberuf in der Metallverarbeitung in Deutschland, Österreich, der Schweiz und Südtirol.

## Die Entstehung des Berufsbildes Werkzeugmacher
Die Industrialisierung mit ihrer Serien- und Massenfertigung machte es erforderlich, dass zu den Universalwerkzeugen wie Hammer oder Feile immer mehr und kompliziertere Hilfsmittel in der Produktion angefertigt und instand gehalten werden mussten. Diese Tätigkeiten führten zunächst besonders befähigte Schlosser und Mechaniker aus. Auf Grund der Vielfalt und Komplexität der Anforderungen wurde eine spezielle Berufsausbildung für dieses Tätigkeitsfeld erforderlich.
So entstand der Beruf aus den klassischen handwerklichen Berufen wie z. B. Schlosser, Mechaniker und Kunstschmied. Er war immer ein typischer Industrieberuf, da spezielle Werkzeuge und Vorrichtungen in der Regel nur zur Herstellung größerer Stückzahlen gebaut werden. Meist wurde er in speziellen Werkstätten in Industrie- und Handwerksbetrieben ausgeübt.
Wegen der immer umfangreicheren Ausbildung mit entsprechend längerer Ausbildungszeit von letztlich dreieinhalb Jahren (Schweiz: vier Jahre) erfolgte eine Aufspaltung und Neuordnung des Berufsbildes in verschiedene Handwerks- und Industrieberufe wie z. B. Zerspanungsmechaniker – Fachrichtung Frästechnik, Industriemechaniker und Mechatroniker (Deutschland) bzw. Polymechaniker (Schweiz).

## Berufsbild
Aufgabe des Werkzeugmachers ist die Herstellung von Werkzeugen und Vorrichtungen im Werkzeugbau, bzw. von Formen im Formenbau nach entsprechenden CAD-Konstruktionszeichnungen bzw. 3D-Daten. Hierbei handelt es sich nicht um „einfache“ Handwerkzeuge wie Schraubenzieher oder Hammer, sondern um Werkzeuge für den Einsatz in der Massenfertigung. Werkzeugmacher sind Fachleute, die Vorrichtungen, Messmittel oder Spezialwerkzeuge für die Ausstattung von Produktionsanlagen in der industriellen Serienfertigung herstellen. Mit diesen Werkzeugen, die mit einer Präzision von Millimeterbruchteilen gefertigt werden, lassen sich Metalle oder Kunststoffe zum Beispiel biegen, ziehen, stanzen oder gießen.
Früher führte der Werkzeugmacher viele Arbeiten von Hand aus, insbesondere mit einer Feile. Heute werden die meisten Werkzeuge auf hochpräzisen Werkzeugmaschinen hergestellt, und die manuelle Bearbeitung beschränkt sich auf kleine Anpassungs- und Einpassungsarbeiten. Neben CNC-gesteuerten Fräs- und Drehmaschinen werden Schleif- und Erodiermaschinen eingesetzt. Um diese Maschinen mit den entsprechenden Programmen zu versorgen, werden CNC-Programme auf CAM-Arbeitsplätzen oder direkt an der Maschine erstellt. Es gibt Werkzeugmaschinen, die bis in den 1000stel-Millimeter-Bereich hinein genau arbeiten können. Da die Wärmeausdehnung des Metalls in diesem Bereich größer ist als die angestrebte Genauigkeit, werden solche Arbeiten in temperierten Räumen mit gekühlten Maschinen durchgeführt.
In Österreich gelten Frauen anders als Männer als Schwerarbeiter im Sinne der Schwerarbeitsverordnung und der dazu ergangenen Berufsliste. Dienstgeber haben das Vorliegen von Schwerarbeit bei Frauen ab dem vollendeten 35. Lebensjahr (bei Männern ab dem 40. Lebensjahr) selbständig der Krankenversicherung zu melden (§ 5 Schwerarbeitsverordnung).

### Schwerpunkt Formenbau
Im Formenbau stellen Werkzeugmacher sowohl Gesenke als auch Formen für verschiedene Gussverfahren her, zum Beispiel Press-, Blas-, Druck- oder Spritzgussformen. Sie überprüfen die Maße und die Qualität der Formen, montieren und demontieren diese und fertigen Modelle und Muster an. Auch Wartungs- und Instandsetzungsarbeiten an den Formen können zu ihren Aufgaben zählen.

### Schwerpunkt Schneidwerkzeuge
Im Schneidwerkzeugbau stellen Werkzeugmacher Schneid-, Stanz- und Umformwerkzeuge her. Sie überprüfen die Maße und die Qualität der Werkstücke, montieren und demontieren die Schneidwerkzeuge. Auch Wartungs- und Instandsetzungsarbeiten können zu ihren Aufgaben zählen.

### Schwerpunkt Vorrichtungsbau
Im Vorrichtungsbau stellen Werkzeugmacher Vorrichtungen zur Montage oder Demontage von Bauteilen her. Im Sonder- bzw. Rationalisierungsmittelbau fertigen, montieren und testen Werkzeugmacher spezielle Bauteile, Vorrichtungen und Komponenten zur Herstellung und Modifikation spezieller Fertigungsmittel wie z. B. spezielle Apparate und Geräte oder Sondermaschinen. Auch Wartungs- und Instandsetzungsarbeiten an den Vorrichtungen und sonstigen speziellen Fertigungsmitteln können zu ihren Aufgaben zählen.

### Schwerpunkt Messwerkzeuge und Lehren
Im Messwerkzeug- und Lehrenbau stellen Werkzeugmacher Lehren und Messvorrichtungen zur Montage oder Demontage von Bauteilen her. Auch Wartungs- und Instandsetzungsarbeiten an Messwerkzeugen und Lehren können zu ihren Aufgaben zählen.

## Typische Fertigkeiten
Die typischen Fertigkeiten umfassen fast den gesamten Bereich der Metallbearbeitung. Im Einzelnen sind dies:
Fräsen, Drehen, Hobeln und Stoßen (maschinell), Sägen, Schneiden, Gravieren (auch dreidimensional), Schleifen (rund und flach), Polieren, Honen, Läppen, Härten, Biegen, Meißeln und Bohren.
Während der Ausbildung wird darüber hinaus präzises Feilen verlangt, damit eine Vertrautheit mit dem Material Stahl entsteht. Zudem ist auch ein hohes Maß an technischem Verständnis erforderlich, um Werkzeuge oder Vorrichtungen gemäß der erforderlichen Funktion selbst konstruieren und modifizieren zu können.

## Der Beruf Werkzeugmacher in der Bundesrepublik Deutschland
Die Berufsbezeichnung ist seit dem 15. Januar 1987 in Deutschland Werkzeugmechaniker. Dabei wurden bis 2004 die Fachrichtungen Stanz-, Umform-, Formen-, Instrumenten- und Vorrichtungstechnik unterschieden. Seither gilt eine einheitliche Ausbildungsordnung ohne Fachrichtungen.

## Der Beruf Werkzeugmacher in der DDR
In der DDR wurde der Beruf des Werkzeugmachers von 1970 bis 1985 unter der Berufsbezeichnung Facharbeiter für Fertigungsmittel ausgebildet. 1986 wurde die alte Berufsbezeichnung Werkzeugmacher erneut eingeführt. Aufgrund der relativ komplexen fachlichen Anforderungen dauerte die Ausbildung anders als in den meisten Berufen zweieinhalb (statt zwei) Jahre.